# Berta Bojetu
Berta Bojetu   (Maribor, 7 de febrer de 1946 - Ljubljana, 16 de març de 1997) Jožefina Berta Ana Bojetu, també Berta Bojetu Boeta, fou una poeta, escriptora i actriu eslovena.

## Biografia
Va néixer l'any 1946 en una família de Maribor, vinguda de Barcelona. Era filla de Berta Oberčkal i Manuel Boet Rafanell, català, que es refugià a Eslovènia al final de la Guerra Civil espanyola. El cognom Bojetu es va crear per una grafia incorrecta del cognom Boet en el naixement de Berta, quan el seu pare ja havia desaparegut.
La inestabilitat de la infantesa determinaria tota la vida. El mateix any que va néixer, la seva mare va ser empresonada, el seu pare va desaparèixer i ella es quedà amb l'àvia. Acabada la secundària va seguir estudis de Llengües i Literatures Eslaves a la Facultat d'Educació de la Universitat de Ljubljana. Després d'exercir la docència durant alguns anys, va estudiar a l'Acadèmia d'arts dramàtiques, ràdio, cinema i televisió (AGRFT) a Ljubljana.
Va treballar durant quinze anys, des de 1979, al Teatre de Titelles de Ljubljana (Lutkovno Gledališče Ljubljana) i va ser una de les fundadores del grup de teatre Koreodrama, que estrenaria el 1984 el seu drama poètic Pogovor v hiši Karlstein (Conversa a casa de Karlstein), una obra que quatre anys més tard es publicaria com a recull de poemesː Besede iz hiše Karlstein (Paraules de la casa Karlstein).
A més del seu treball en teatre, va participar com a actriu a les pel·lícules Prestop (Passatge) (1980), Ljubezen (L'amor) (1984), Ovni in mamuti (Àries i mamuts) (1985), Veter v mreži (El vent a la xarxa)(1989) i Ko zaprem oči (Quan tanco els ulls) (1993).

## Creació literària
Publicà poesia a les revistes Dialogih, Tribuni i Mentorju des de 1976, i posteriorment a Literaturi i Novi reviji, on signava inicialment amb el pseudònim Ivanka Bogolin. A continuació, les col·leccions de poesia independents Žabon (Granota) (1979) i Besede iz hiše Karlstein (Paraules de la casa Karlstein) (1988). La poesia de tots dos reculls està relacionada principalment amb l'amor i l'erotisme. Després va publicar les novel·les Filio ni doma (Filio no és a casa) (1990) i Ptičja hiša (La casa dels ocells) (1995), totes dues escrites en un llenguatge poèticament elevat i ricament simbòlic. L'any 1995 va escriure i posar en escena una obra de teatre per a nens, Gremo k babici - Osama (Anem a l'àvia - Osama), i el mateix any es va publicar a Nova revija una obra curta independent en prosa, Šira, temàticament relacionada amb tota l'obra de l'autora. Així, doncs, les seves obres literàries inclouen poemes, teatre poètic, teatre de titelles i dues novel·les.
La seva creació artística està connectada pel que fa a contingut, símbols, temes i estil, ja que totes dues col·leccions de poesia contenen motius ––com ocells, casa, sexualitat, soldats, nen, violència, poder...— que també es troben a les seves novel·les. En tots dos casos, amb l'exili, objectes religiosos bíblics i festes, hi incorpora també la tradició bíblica. El llenguatge poètic de les col·leccions Žabon i Besede iz hiše Karlstein es trasllada a les dues obres en prosa, que mostren una elaboració lingüística i un llenguatge simbòlic ric. Els conflictes presents en totes dues novel·les són semblantsː la violència, l'exili, la repressió, les dones, les emocions, l'amor, el patiment i la desesperança.

## Vida personal
Als 19 anys va tenir la seva primera filla, Apolonija Bojetu, fruit del seu matrimoni amb Viktor Trbovšek. Del seu segon matrimoni, amb Zmago Jelinčič, va néixer el 1973 Klemen Jelinčič Boeta, que seria historiador, traductor i poeta.
Entre 1992 i 1993 va viure a Israel, a Jerusalem, on escriuria la seva segona novel·la.
Després de la seva mort, el seu fill Klemen va lliurar uns 600 dels seus llibres a l'ambaixada d'Eslovènia a Tel-Aviv

## Premis i reconeixement
El 1996 va rebre el premi Kresnik per la novel·la Ptičja hiša (La casa dels ocells).
Pel seu paper d'Agatha Schwarzkobler a l'obra del mateix nom, va rebre el premi Borštnik Meeting el 1986.
El maig de 2002 va tenir lloc a Maribor el primer simposi internacional sobre Berta Bojetu Boet. Les actes del simposi van ser publicades l'any 2005 per Katja Sturm Schnabl.

## Obra

### Poesia
- Žabon (Granota, 1979)
- Besede iz hiše Karlstein (Paraules de la casa Karlstein, 1988

### Prosa
- Filio ni doma (Filio no és a casa,1990)
- Ptičja hiša (La casa dels ocells, 1995)
- Šira (1995)

### Teatre
- Pogovor v hiši Karlstein (Conversa a casa de Karlstein, 1984)
- Gremo k babici - Osama (Anem a l'àvia - Osama, 1995)